# قانون جنگل‌داری
قانون جنگل‌داری (به انگلیسی: Forestry law) بر فعالیت‌ها در اراضی جنگلی تعیین‌شده، معمولاً در رابطه با مدیریت جنگل و برداشت چوب حاکم است. قوانین جنگل‌داری عموماً سیاست‌های مدیریتی را برای منابع جنگلی عمومی اتخاذ می‌کنند، مانند استفاده چندگانه و برداشت پایدار. مدیریت جنگل بین مدیریت خصوصی و دولتی تقسیم می‌شود و جنگل‌های عمومی در مالکیت دولت هستند. قانون جنگل‌داری اکنون یک امر بین‌المللی در نظر گرفته می‌شود.
برنامه‌ریزی و اجرای قوانین جنگل‌داری در زمین‌های جنگلی عمومی معمولا به عهده سازمان‌های دولتی است. این درحالی است که ممکن است در کارهایی مانند برنامه ریزی، فهرست‌بندی جنگل‌ها و حفاظت و نظارت بر فروش چوب نیز نقش داشته باشند. قوانین جنگل‌داری نیز وابسته به زمینه‌های اجتماعی و اقتصادی منطقه‌ای است که این قوانین در آن اجرا می‌شود.

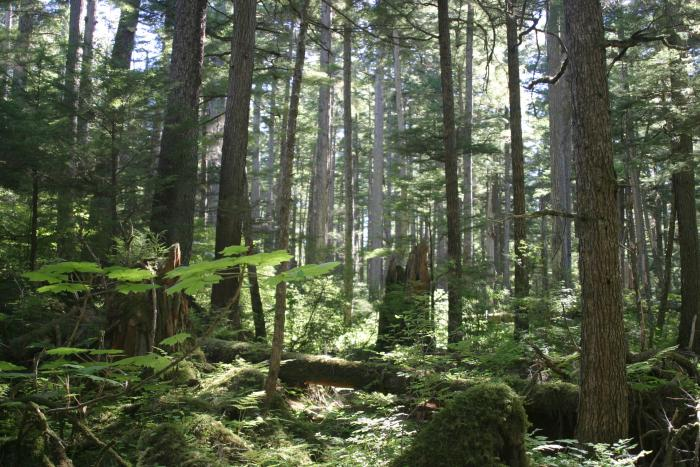
جنگل ملی تونگاس